# Transport ferroviaire en Norvège
Plan
Le réseau ferroviaire de Norvège comprend 4 087 kilomètres de ligne de chemin de fer dont 2 622 km sont électrifiés et 290 sont en double voie. Il compte au total 728 tunnels et 2 636 ponts.

## Présentation

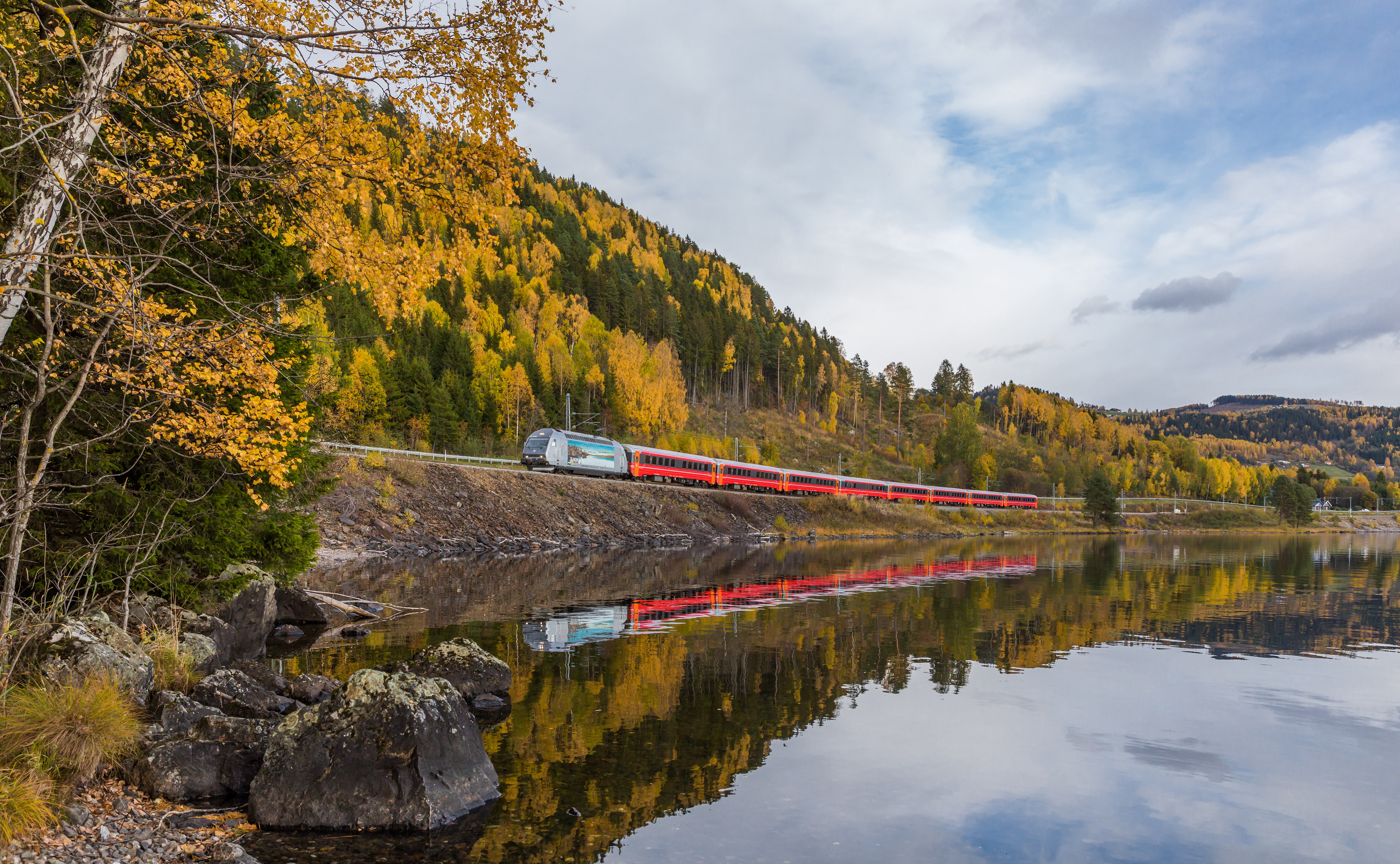
Transport ferroviaire en Norvège le long du lac Mjøsa. Octobre 2017.

La densité de population en Norvège est relativement faible, rendant difficile l'exploitation profitable de lignes passagers. Le transport de marchandises a davantage de potentiel en raison de l'importance du secteur primaire, mais le réseau reste concentré sur Oslo, la capitale.
La partie la plus septentrionale de la Norvège, de Narvik jusqu'à Kirkenes, en passant par Tromsø est presque dépourvue de réseau ferré. Existe cependant la courte ligne Kirkenes–Bjørnevatn (no), isolée du réseau, mais le trafic y est actuellement suspendu depuis la faillite en 2015 de la compagnie minière  AS Sydvaranger qui en était propriétaire. 
Le manque de desserte ferroviaire dans ces régions pouvant contribuer à faciliter et sécuriser leur ravitaillement, est particulièrement ressenti en hiver, lorsque les camions restent bloqués par les limitations du réseau routier et que les navires ont des difficultés à accoster.
Plus au Sud, toutes les villes ne sont pas non plus desservies par les voies ferrées. C'est notamment le cas de celles d'Ålesund, Kristiansund et Molde dans le comté de Møre et Romsdal. Ailleurs, le maillage peut être lacunaire du fait des contraintes topographiques. Il n'y a par exemple pas de liaison directe entre les gares de Stavanger et Bergen, ou entre celles de Bodø et Narvik.
Enfin, la Norvège n'a qu'une seule ligne de train à grande vitesse, la ligne de Gardermoen. Les conditions géologiques et climatiques sont rudes, obligeant les trains à circuler lentement sur une grande partie du réseau. La plupart des voyages de plus de 300 km se déroulent en au moins quatre heures, les trains directs n'étant pas nombreux et les arrêts en gare assez fréquents.

## Histoire

### Ouverture à la concurrence
Historiquement, le réseau est administré par la société de service public Norges Statsbaner (Chemins de fer de l'État Norvégien), mais la déréglementation du transport ferroviaire des marchandises en 2000 a permis l'entrée sur le marché du fret de nouveaux acteurs, telles que les sociétés CargoNet, Hector Rail, Tågåkeriet ou Ofotbanen.
Au printemps 2015, il est décidé d'ouvrir le transport de passagers à la concurrence. Norges Statsbaner (NSB) avait jusqu'alors bénéficié d'un monopole sur les lignes intérieures, à l'exclusion de la ligne de Gardermoen et de la ligne de Gjøvik. Celle-ci fut ouverte à la concurrence en 2006, mais remportée par une filiale ad-hoc de la NSB.
En raison des spécificités du système ferroviaire norvégien, il est décidé d'attribuer au vainqueur de l'appel d'offres un monopole temporaire sur une partie du réseau. La propriété des trains et des voies ainsi que la responsabilité pour leur maintenance est retenue par l'État, via des sociétés issues de la scission des Norges Statsbaner qui se rebaptise Vy le 22 mars 2019.
La direction des chemins de fer lance le 3 février 2016 un appel d'offres pour le lot Sud regroupant la ligne du Sørland, la ligne de Jær, et la ligne d'Arendal. Le 17 octobre 2018, il est annoncé que Go-Ahead Nordic a soumis la meilleure offre. Le premier train exploité par le nouvel opérateur démarre le 15 décembre 2019.
Le lot Nord constitué de la ligne de Dovre, la ligne de Røros, la ligne du Nordland, la ligne de Rauma et la ligne de Meråker est proposé en même temps que le lot Sud. Le 17 juin 2019, il est annoncé que l'offre de Statens Järnvägar, la compagnie ferroviaire possédée par le gouvernement suédois, est retenue. Ils assument l'exploitation des services sous la marque NORD à partir de juin 2020.
Le lot Ouest est annoncé le 12 octobre 2017, il est constitué de la seule ligne de Bergen, qui est aussi la plus importante du réseau. Le 9 décembre 2019, il est annoncé que Vy conserve l'exploitation de ce segment. Pour la première fois depuis des décennies, l'État ne subventionnera pas l'opération de la ligne, mais devrait au contraire recevoir jusqu'à 2,2 milliards de couronnes pour une licence de 9 ans se terminant en 2029.
Après les élections législatives de 2021, le nouveau gouvernement décide de mettre fin à l'ouverture à la concurrence  Ce retour à un monopole public s'explique par un contstat d'échec de la libéralisation à « offrir la meilleure offre de transports aux voyageurs ».

## Point kilométrique et gares centrales
On compte en Norvège deux gares centrales :
- gare centrale d'Oslo,
- gare centrale de Trondheim.

Le point kilométrique part toujours, exception faite de trois lignes, de la gare centrale d'Oslo même pour les lignes secondaires. Ainsi la ligne d'Arendal - une branche de la ligne du Sørland - qui va de Nelaug à Arendal : la gare d'Arendal est comptée comme étant à 317,63 km d'Oslo. Si l'on compte à partir de la gare de Nelaug, qui est au PK 281.41, Arendal devrait être au PK 36.22.
Compter de la sorte est beaucoup plus simple au regard de l'histoire des lignes norvégiennes dont les définitions peuvent être très fluctuantes, se chevaucher et, lorsqu'elles se suivent, être un véritable casse-tête. Pour le comprendre, il suffit de prendre l'exemple d'un trajet simple : Torp-Notodden. Il suffit en partant de Torp, de prendre la ligne régionale R11 jusqu'à Skien. Une correspondance avec un train local, la ligne 52 (Porsgrunn-Notodden) qui va jusqu'à Notodden, terminus de la ligne. Aucune ligne secondaire de prise, et pourtant le nombre de lignes historiques prises est important : 
- ligne du Vestfold (Torp-Eidanger) PK 192.6
- ligne de Bratsberg (Eidanger-Nordagutu) PK 145.95
- ligne du Sørland (Nordagutu-Hjuksebø) PK 136.24
- ligne de Tinnoset (Hjuksebø-Notodden) PK 145.72[N 1].

Pourquoi maintenant le PK diminue-t-il entre Eidanger et Hjuksebø ? La ligne du Vestfold fait un détour, or ce qui est calculé pour le point kilométrique est la distance la plus courte. La gare de Nordagutu n'est qu'à 145,95 km d'Oslo en passant par la ligne du Sørland.
Les trois lignes à faire exception sont :
- Ligne d'Ofot. Il s'agit d'une ligne à part car non connectée au réseau ferroviaire norvégien. Il s'agissait au moment de sa création d'acheminer le minerai de fer suédois au port de Narvik. La ligne a été construite en 1902, époque où la Norvège était en union avec la Suède. Le PK se fait à partir du port de Narvik.
- Ligne du Nordland, la ligne part de Trondheim pour rejoindre Bodø. Le PK se fait à partir de Trondheim, Bodø étant au PK 728,75 km. Sachant que la gare de Trondheim est elle-même au PK 552,87 km d'Oslo. On a une distance entre les gares d'Oslo et Bodø d'environ 1 281,62 km[N 2].
- Ligne de Meråker, cette ligne rejoint la Suède et se poursuit sous le nom de Mittbanan. Elle est considérée aujourd'hui comme une ligne secondaire de la ligne du Nordland.

## Lignes de trains en usage
Les lignes de trains actuelles sont divisées en trois grandes catégories :
- Fjerntrafikk - lignes longues distances, dont les lignes vers Stockholm ;
- Regiontrafikk - lignes régionales. Vy désigne aussi ses services longue distance Region ;
- Localtrafikk - lignes locales, s'arrêtant parfois à toutes les gares ;
- Flytoget - Trains express pour l'aéroport, exploités en concurrence avec les lignes régionales.

## Tableau synoptique des lignes historiques de transport passagers
| Nom de la ligne            | Gare de départ | Gare d'arrivée | Carte | Longueur de la ligne | Ligne électrifiée | Mise en service | Illustration |
| A                          | A              | A              | A     | A                    | A                 | A               | A            |
| -------------------------- | -------------- | -------------- | ----- | -------------------- | ----------------- | --------------- | ------------ |
| Arendalsbanen              | Nelaug         | Arendal        |       | 37 km                | Oui               | 1908            |              |
| Askerbanen                 | Asker          | Sandvika       |       | 9,5 km               | Oui               | 2005            |              |
| B                          |                |                |       |                      |                   |                 |              |
| Bergensbanen               | Oslo           | Bergen         |       | 371 km               | Oui               | 1909            |              |
| Bratsbergbanen             | Eidanger       | Nordagutu      |       | 74 km                | Oui               | 1916            |              |
| D                          |                |                |       |                      |                   |                 |              |
| Dovrebanen                 | Oslo           | Trondheim      |       | 553 km               | Oui               | 1921            |              |
| Drammenbanen               | Oslo           | Drammen        |       | 41,8 km              | Oui               | 1872            |              |
| F                          |                |                |       |                      |                   |                 |              |
| Flåmsbana                  | Myrdal         | Flåm           |       | 20,2 km              | Oui               | 1940            |              |
| G                          |                |                |       |                      |                   |                 |              |
| Gardermobanen              | Oslo           | Eidsvoll       |       | 68 km                | Oui               | 1998            |              |
| Gjøvikbanen                | Oslo           | Gjøvik         |       | 124 km               | Oui               | 1902            |              |
| H                          |                |                |       |                      |                   |                 |              |
| Hovedbanen                 | Oslo           | Eidsvoll       |       | 68 km                | Oui               | 1864            |              |
| J                          |                |                |       |                      |                   |                 |              |
| Jærbanen                   | Stavanger      | Egersund       |       | 74 km                | Oui               | 1878            |              |
| K                          |                |                |       |                      |                   |                 |              |
| Kongsvingerbanen           | Lillestrøm     | Charlottenberg |       | 115 km               | Oui               | 1862            |              |
| M                          |                |                |       |                      |                   |                 |              |
| Meråkerbanen               | Trondheim      | Storlien       |       | 102 km               | Non               | 1881            |              |
| N                          |                |                |       |                      |                   |                 |              |
| Nordlandsbanen             | Bodø           | Trondheim      |       | 727 km               | Non               | 1962.           |              |
| O                          |                |                |       |                      |                   |                 |              |
| Ofotbanen                  | Narvik         | Riksgränsen    |       | 43 km                | Oui               | 1902            |              |
| Østfoldbanen               | Oslo           | Kornsjø        |       | 171 km               | Oui               | 1879            |              |
| Østfoldbanen (Østre linje) | Ski            | Sarpsborg      |       | 89 km                | Oui               | 1882            |              |
| R                          |                |                |       |                      |                   |                 |              |
| Raumabanen                 | Dombås         | Åndalsnes      |       | 114,2 km             | Non               | 1924            |              |
| Hønefosslinjen             | Roa            | Hønefoss       |       | 32 km                | Oui               | 1909            |              |
| Rørosbanen                 | Hamar          | Støren         |       | 431 km               | Oui               | 1877            |              |
| S                          |                |                |       |                      |                   |                 |              |
| Sørlandsbanen              | Oslo           | Stavanger      |       | 528 km               | Oui               | 1944            |              |
| Spikkestadlinjen           | Asker          | Spikkestad     |       | 14 km                | Oui               | 1872            |              |
| Stavnebanen                | Marienborg     | Leangen        |       | 6 km                 | Oui               | 1857            |              |
| V                          |                |                |       |                      |                   |                 |              |
| Vestfold                   | Drammen        | Eidanger       |       | 148 km               | Oui               | 1882            |              |